# Charles Cotin

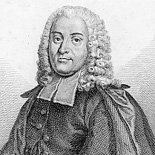
Porträt von Charles Cotin

Charles Cotin (auch: Abbé Cotin) (* 1604 in Paris; † Dezember 1681 ebenda) war ein französischer Literat und Mitglied der Académie française.

## Leben und Werk

### Leben
Cotin entstammte einer Pariser Juristenfamilie. Er lernte Lateinisch, Italienisch und Spanisch, studierte die orientalischen Sprachen (Griechisch, Hebräisch, Syrisch) und trat frühzeitig mit Veröffentlichungen philosophischen, theologischen und literarischen Gehalts hervor. Er frequentierte den Salon der Marquise de Rambouillet, wo er den Decknamen Aristée (Aristaios) trug. Ab etwa 1635 gehörte er zum Klerikerstand, war Almosenier des Königs und hielt in Paris Fastenpredigten. Im Kreis der hocharistokratischen preziösen und gelehrten Frauen, namentlich der Grande Mademoiselle war er gern gesehen (Deckname: Clitiphon). 1655 wurde er in die Académie française (Sitz Nr. 12) gewählt, die er eifrig besuchte. In die Jahre gekommen, wurde er ab ca. 1665 Zielscheibe des Spottes des „jungen Wilden“ Nicolas Boileau (1636–1711) und Molières (* 1622). Boileau zielte auf ihn in seiner neunten Satire. Molière nutzte seine Gegnerschaft zu Gilles Ménage, um ihn in den Femmes savantes (1672) in der Figur des Trissotin (mit Vadius-Ménage) lächerlich zu machen. Er starb im Alter von 77 Jahren.

### Werk
Cotin hatte popularphilosophische Ambitionen, die sich in drei Werken niederschlugen und die in neuester Zeit von Andrea Gillert (* 1961) gewürdigt wurden. Daneben schrieb er ein Leben lang christliche Poesie, die er in Ausgaben sammelte und auch theoretisch kommentierte (so 1668). In besonderer Weise paraphrasierte und kommentierte er das Hohe Lied des Alten Testaments. Schließlich findet sich viel Gelegenheitsdichtung aus den Salons, die in verschiedenen Ausgaben erschien, aber heute untergegangen ist. Einzig seine Rätselgedichte (Enigmes) wurden 2003 von Florence Vuilleumier-Laurens neu herausgegeben und so dem Vergessen entrissen.

## Werke (Auswahl)

### Philosophie
- Discours à Théopompe, sur les Forts Esprits du temps. 1629
- Théoclée, ou la vraye philosophie des principes du monde. 1646
- Traitté de l’Ame immortelle. 1655

### Christliche Dichtung
- La Jérusalem désolée, ou Méditation sur les leçons de Ténèbres. 1634.
- Les Poésies chrestiennes contenant les Leçons de ténèbres en vers françois, ou Imitation de Jérémie, avec plusieurs sonnets chrestiens sur la Passion. 1657.
- La Pastorale sacrée ou Paraphrase en vers du Cantique des cantiques selon la lettre. 1662.

### Salondichtung
- Les Contentemens d’Aristée. 1627.
- Les Regrets d’Aristée. 1631.
- L'Uranie, ou la metamorphose d’une nymphe en oranger. Pour Mademoiselle Marguerite duchesse de Rohan. 1659.
- La Ménagerie et quelques autres pièces curieuses. A Son Altesse royale Mademoiselle de Montpensier, princesse de Dombes. Den Haag 1666.
- La Satyre des satyres et La Critique désintéressée sur les satyres du temps. 1883. Genf 1969. (darin: Despréaux ou La Satyre des satyres)
- Les énigmes de ce temps, hrsg. von Florence Vuilleumier-Laurens. Société des textes français modernes, Paris 2003.